# Lijst van burgemeesters van Doniawerstal
Dit is een lijst van burgemeesters van de voormalige Nederlandse gemeente Doniawerstal tot die gemeente op 1 januari 1984 opging in de gemeente Scharsterland.
| Ambtsperiode | Naam burgemeester                             | Leven     | Partij of stroming | Bijzonderheden                                                                         |
| ------------ | --------------------------------------------- | --------- | ------------------ | -------------------------------------------------------------------------------------- |
| 1851         | W.J.J.D. thoe Schwartzenberg en Hohenlansberg | 1822-1895 |                    | Voorafgaand sinds 1848 al grietman van Doniawerstal.                                   |
| 1852 - 1858  | M.L. van de Woestijne Voerman                 | 1810-1882 |                    | Tevens/later burgemeester van Haskerland                                               |
| 1858 - 1896  | B.E.S. van Welderen baron Rengers             | 1825-1897 |                    |                                                                                        |
| 1896 - 1907  | Mr. Cornelis van Nijmegen Schonegevel         | 1861-1941 |                    | Voorafgaand burgemeester van Grootegast. Aansluitend burgemeester van Weststellingwerf |
| 1907 - 1923  | Mr. H.L. Sixma baron van Heemstra             | 1877-1933 |                    |                                                                                        |
| 1923 - 1934  | G.C.D. d'Aumale baron van Hardenbroek         | 1888-1956 |                    | Aansluitend burgemeester van Rhenen                                                    |
| 1934 - 1940  | Barend Hopperus Buma                          | 1896-1958 |                    | Aansluitend burgemeester van Haskerland en daarna van Smallingerland                   |
| 1940 - 1944  | J.H.W. Verkouteren                            | 1889-1985 |                    | Voorafgaand burgemeester van Sloten                                                    |
| 1944 - 1945? | Jacob (J.) Bakker                             | 1908-1975 | CHU                | waarnemend, tevens burgemeester van Sloten                                             |
| 1945 - 1946  | mr. K.H. Mulder                               |           |                    | waarnemend                                                                             |
| 1946 - 1963  | Mr. K.J. van Douwen                           | 1917-2004 | PvdA               |                                                                                        |
| 1963 - 1979  | Johan (J.C.) Cavaljé                          | 1914-1993 | CHU / CDA          | Voorafgaand burgemeester van IJlst                                                     |
| 1979 - 1984  | Drs. Michiel (J.M.) Alma                      | *1945     | VVD                | Aansluitend burgemeester van Borculo                                                   |